# Miroslava av Pommern
Miroslava av Pommern, död 1240, var hertiginna av Pommern som gift med Bogislaw II av Pommern. 
Hon var regent som förmyndare för sin son Barnim I av Pommern 1220-1233.